# Corno alle Scale

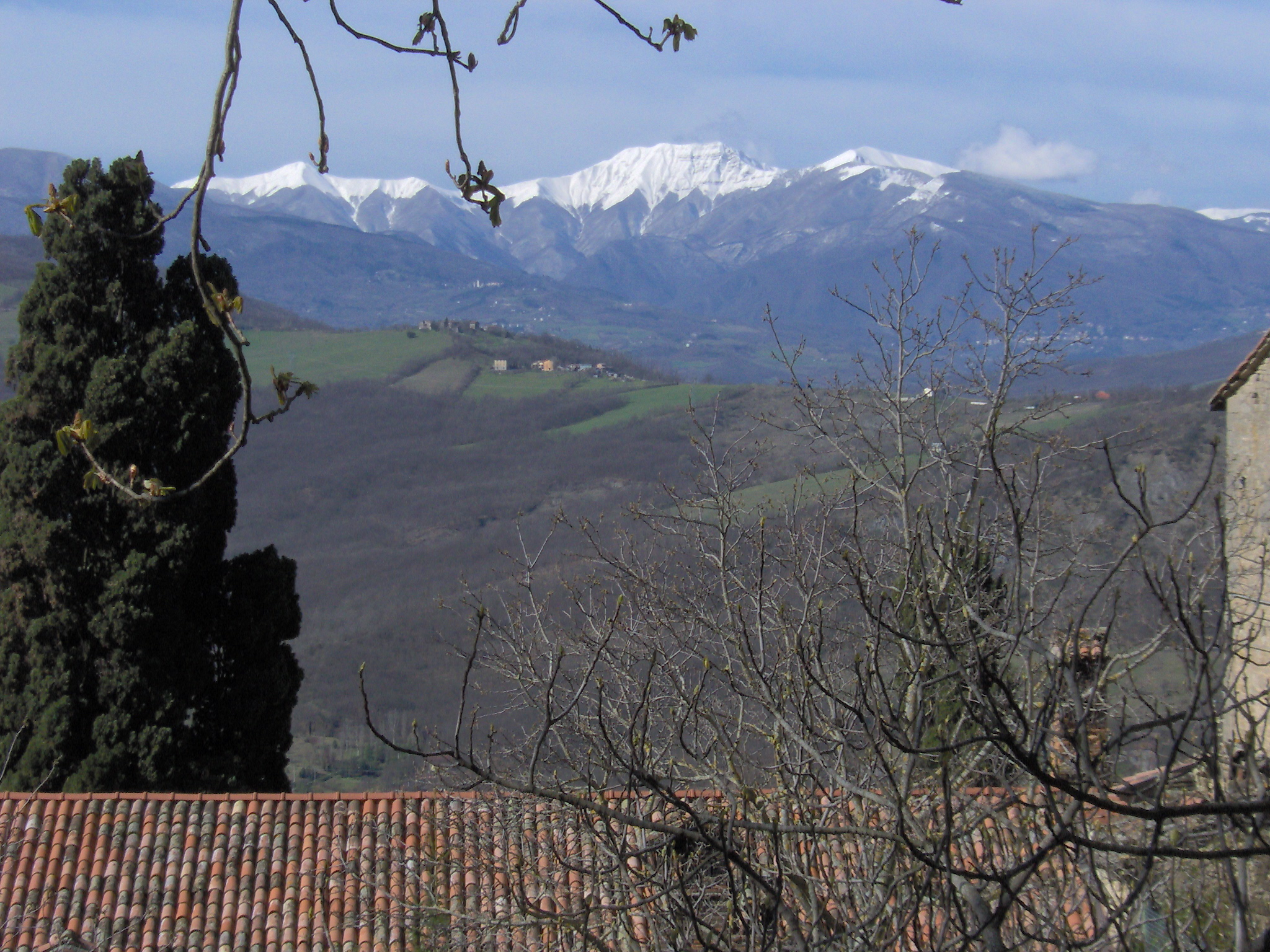
Corno alle Scale är berget med snö i bakgrunden.

Corno alle Scale är ett bergsområde som ligger i kommunen Lizzano in Belvedere i provinsen Bologna, Italien. Toppen mäter 1 945 meter över havet och tillhör bergskedjan Apenninerna. Området är ett populärt skidturistmål med cirka 40 kilometer pister.